# Ulsnæs Centret
Ulsnæs Centret er et indkøbscenter i det sydlige Gråsten. Det åbnede omkring 1970 og blev løbende udbygget i 1970'erne. Centret er ikke overdækket, men samlet omkring en central plads med sidegader og parkering foregår perifert.
Efter en større ombygning kunne man i 2019 indvi et nyt sundhedshus i centeret.

## Udvalgte butikker
- Bygma
- Det Nye Hebru
- Netto
- OK Benzin
- Post Danmark
- SuperBrugsen
- Gråsten Apotek